# سیمون ناپل
سیمون ناپل (انگلیسی: Simone Napoli؛ زادهٔ ۱۰ ژوئیه ۱۹۹۴) بازیکن فوتبال است.